# Nazionale maschile di rugby a 15 dell'Ucraina
La nazionale di rugby a 15 dell'Ucraina (in ucraino Збірна України з регбі?, Zbirna Ukraïny z rehbi) è la selezione di rugby a 15 maschile che rappresenta l'Ucraina in ambito internazionale.
Al 18 luglio 2022 la squadra occupa la 36ª posizione del ranking World Rugby.